# District de Badgam
Le district de Badgam (ourdou : ضلع بڈگام) est un district de le territoire du Jammu-et-Cachemire, en Inde.

## Géographie
Au recensement de 2011, sa population compte 735 753 habitants.
Son chef-lieu est la ville de Badgam. 